# Метод полной связи
Метод полной связи (англ. Complete-linkage clustering) — один из алгоритмов иерархической кластеризации.
Исходно каждый элемент выборки считается отдельным кластером. После чего кластеры последовательно объединяются, пока все элементы не попадут в один кластер. На каждом шаге алгоритма объединяются два кластера, расстояние между которыми минимальное. Формализация понятия «минимальное расстояние» может зависеть от модификаций алгоритма, в методе полной связи минимальное расстояние определяется как максимум из множества расстояний между элементом первого кластера и элементом второго кластера. То есть, расстояние {\displaystyle D(X,Y)} между кластерами {\displaystyle X} и {\displaystyle Y} считается по формуле:
{\displaystyle D(X,Y)=\max _{x\in X,y\in Y}d(x,y)},
где {\displaystyle d(x,y)} — расстояние между {\displaystyle x\in X} и {\displaystyle y\in Y} ; {\displaystyle X} и {\displaystyle Y} — различные кластеры.